# Istres FC
Istres FC is een Franse voetbalclub uit Istres, Bouches-du-Rhône.
De club werd in 1920 opgericht als SS Istréenne. In 1969 veranderde de club zijn naam in Istres Sports. In 1990 werd de naam FC Istres Ville Nouvelle aangenomen.
De club werd een profclub in 1993 en speelde in het seizoen 2004/05 in de 1ste klasse en werd daar laatste. Twee seizoenen later degradeerde de club zelfs naar de Championnat National. Na een kwakkelseizoen werd de club kampioen in 2009 en keerde zo terug naar de Ligue 2. In 2014 degradeerde de club weer naar de derde divisie. Een jaar later werd het dieptepunt bereikt, toen Istres afzakte naar de CFA. In 2015 werd de club wegens financiële problemen zelfs teruggezet naar de achtste klasse. In 2016 nam de club de naam Istres FC aan. In 2018 promoveerde de club naar de Championnat National 3. In 2024 promoveerde de club opnieuw. 

## Erelijst
- Championnat National

2009

## Bekende (oud-)spelers
- Kossi Agassa